# Alte Johanneskirche (Mußbach)
Die alte St.-Johannes-Kirche im Winzerdorf Mußbach (Rheinland-Pfalz), das 1969 als Ortsteil nach Neustadt an der Weinstraße eingemeindet wurde, ist ein aus dem Hochmittelalter stammendes Kirchengebäude. Ursprünglich eine römisch-katholische Ordenskirche, wurde das Gebäude Anfang des 18. Jahrhunderts durch Einbau einer Trennwand zur Simultankirche umgestaltet. Seit 2007 steht es im alleinigen Eigentum der Protestantischen Johanneskirchengemeinde Mußbach, die zur Evangelischen Kirche der Pfalz (Protestantische Landeskirche) gehört.

## Geographische Lage
Die alte Johanneskirche steht auf einer Höhe von 144 m ü. NHN im Ortszentrum An der Eselshaut und bildet den nördlichen Abschluss des historischen Ordensguts Herrenhof. Im südöstlichen Bereich des Geländes steht seit 1959 die katholische neue Johanneskirche.

## Anlage
Die Kirche, in üblicher Form nach Osten zeigend, besteht aus Chor, Schiff und einem 36 m hohen Turm mit Uhr, deren vier Zifferblätter nach den Himmelsrichtungen zeigen. Der Turm ist an die linke Seite des Chors angebaut und enthält in seinem Erdgeschoss die Sakristei. 

## Geschichte

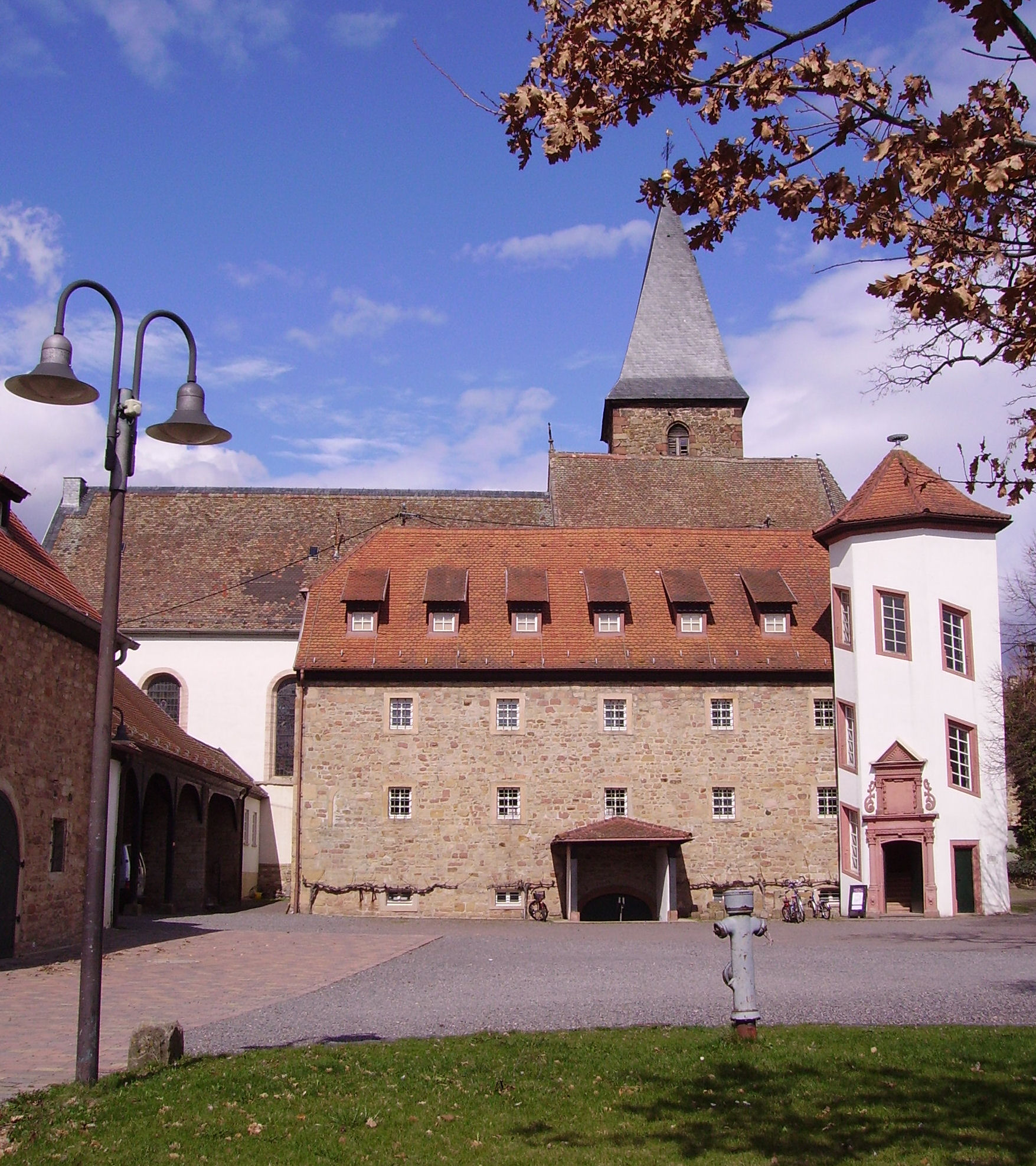
Alte Johanneskirche (im Hintergrund), im Vordergrund Teile des Herrenhofs

Die Kirche samt Turm wurde im 14. Jahrhundert von der Ordensgemeinschaft der Johanniter errichtet und dem Patron des Ordens, Johannes dem Täufer, geweiht. Dem Orden, dessen nach der Reformation katholisch bleibender Zweig sich 1530 in Malteserorden umbenannte, hatte 1290 Werner, Schenk von Ramberg, den gesamten Herrenhof übereignet.
1621, im dritten Jahr des Dreißigjährigen Kriegs, kämpften Truppen des für die Reformierte Kirche eintretenden Ernst von Mansfeld und des auf Seiten der Katholischen Liga stehenden spanischen Generals Fernández de Córdoba in der Gegend von Mußbach gegeneinander; dabei verheerten sie nicht nur die landwirtschaftlichen Flächen um das Dorf, sondern auch den Ort selbst. Der Chor der Kirche blieb nahezu unversehrt, das Schiff jedoch brannte aus. Es wurde später wieder etwas schlichter und auch niedriger als zuvor aufgebaut, so dass sich die Firsthöhen von Chor und Schiff um fast 2 m unterscheiden. 1689, während des Pfälzischen Erbfolgekriegs, wurde das Gotteshaus erneut durch Feuer beschädigt.
Nahezu 200 Jahre nach der Reformation, im Jahr 1707, wurde zwischen Chor und Schiff der Kirche eine Trennwand eingezogen; der Chor wurde fortan durch die Katholiken, das Schiff durch die Protestanten genutzt. 
Seit 1959 die neue katholische Johanneskirche geweiht wurde, stand der vordere Teil des alten Gotteshauses, der Wandgemälde und Skulpturen aus dem 14. Jahrhundert aufweist, leer und wurde zunehmend baufälliger. Im Jahr 2007 wurde er an die Protestantische Johanneskirchengemeinde Mußbach veräußert. Diese restaurierte das Gesamtbauwerk ab Ende 2012 in Zusammenarbeit mit der Katholischen Kirchengemeinde und der Fördergemeinschaft Herrenhof. Die Arbeiten wurden im Oktober 2017 abgeschlossen. Der „alte Chor“ kann seither als eigenständiger Raum für religiöse und kulturelle Zwecke genutzt werden.